# Gare de La Rochefoucauld
Gare de La Rochefoucauld vasútállomás Franciaországban, La Rochefoucauld településen.

## Vasútvonalak
Az állomást az alábbi vasútvonalak érintik:
- Limoges-Bénédictins-Angoulême-vasútvonal

## Kapcsolódó állomások
A vasútállomáshoz az alábbi állomások vannak a legközelebb:
- Gare de Ruelle-sur-Touvre
- Gare de Chasseneuil-sur-Bonnieure